# АБА сезона 1971/72.
АБА сезона 1971/72. је била пета сезона за Америчку кошаркашку асоцијацију. На крају ове сезоне је тим Индијана пејсерса по други пут постао шампион. У регуларном делу сезоне наступило је 11 клубова који су играли и претходне године, са једним изузетком. Тексас чапарелси су се вратили из Лабока у Далас, и вратили своје раније име, Далас чапарелси.
Редовни део сезоне почео је 13. октобра 1971. утакмицом између прошлогодишњег шампиона Јута старса и Денвер рокетса у којој су Старси победили резултатом 135:121. Дана 29. јануара 1972. године у Фридом халу у Луивилу одржана је АБА Ол-стар утакмица, где је екипа Истока лако победила екипу западс резултатом 142:115, а МВП ове утакмице је био крилни центар Кентаки колонелса Ден Ајсел, који је за 23 минута проведена на терену сакупио 21 и колекцију 9 скокова и 5 асистенција за тим Истока. Редовна сезона те године завршена је 29. марта, а центар Колонелса Артис Гилмор проглашен је за МВП-а. Тренер Далас чапарелса Том Нисалке проглашен је за тренера године, а Артис Гилмор за новајлију године. Шампионат је званично завршен 20. маја, када су Индијана пејсерси победили Њујорк нетсе у серији од 6. утакмица од седам финалне серије, а бек Пејсерса Фреди Луис проглашен је за МВП плеј-офа. · .

## АБА тимови
| 1971/72. Америчка кошаркашка асоцијација |                     |                                                                                                  | |                                 |
| Дивизија                                 | Екипа               | Град                                                                                             | Арена | Капацитет                       |
| Исток                                    | Каролина кугарси    | Гринсборо, Северна Каролина Шарлот, Северна Каролина Рали, Северна Каролина                      | Гринсборо колосеум Шарлот колосеум Дортон арена                                                            | 15.000 9.605 7.610              |
| Исток                                    | Кентаки колонелси   | Луивил, Кентаки                                                                                  | Фридом хол                                                                                                 | 16.664                          |
| Исток                                    | Њујорк нетси        | Вест Хемпстед, Њујорк Јуниондејл (Њујорк)                                                        | Ајленд гарден Насау ветеранс мемориал колосеум                                                             | 5.200 13.571                    |
| Исток                                    | Питсбург кондорси   | Питсбург, Пенсилванија                                                                           | Сивик арена (Питсбург)                                                                                     | 12.580                          |
| Исток                                    | Флоридијанси        | Мајами Бич, Флорида Тампа Сент Питерсбург Џексонвил Вест Палм Бич (Флорида)                      | Конгресни центар Мајами Бича Кертис Хиксон хол Бејфронт арена Џексонвил колосеум Вест Палм Бич аудиторијум | 15.000 7.000 7.500 11.000 5.000 |
| Исток                                    | Вирџинија сквајерси | Норфок (Вирџинија) Хемптон (Вирџинија) Ричмонд (Вирџинија) Сејлем (Вирџинија) Роанок (Вирџинија) | Олд Доминион јуниверзити филдхаус Хемптон колосеум Ричмонд арена Сејлем Сивик центар Роанок Сивик центар   | 5.200 9.777 6.000 6.820 9.828   |
| Запад                                    | Далас чапаралси     | Јуниверсити Парк (Тексас) Далас                                                                  | Муди колосеум Далас Меморијал аудиторијум                                                                  | 8.998 9.815                     |
| Запад                                    | Денвер рокетси      | Денвер, Колорадо                                                                                 | Денвер аудиторијум арена                                                                                   | 6.841                           |
| Запад                                    | Индијана пејсерси   | Индијанаполис, Индијана                                                                          | Индијана стејт фарм колосеум                                                                               | 10.000                          |
| Запад                                    | Мемфис прос         | Мемфис (Тенеси)                                                                                  | Мид-саут колосеум                                                                                          | 10.085                          |
| Запад                                    | Јута старси         | Солт Лејк Сити, Јута                                                                             | Солт палас                                                                                                 | 12.166                          |

## Коначан поредак регуларне сезоне
У Источној дивизији, Кентаки колонелси су завршили регуларну сезону са најбољим рекордом победа и пораза (68-16), док су такође поставили рекорд у проценту победа (81%). Међутим, ово је у плеј-офу преварило играче и тренера Кентакија, који су, по свему судећи, мислили да ће у првом колу лако савладати Њујорк нетсе, који су у шампионату изборили 24 победе мање (44-40) и заузели тек треће место. Колонелси су изгубили серију од Нетса резултатом 2-4 и тиме су завршили поход на титулу, иако су важили за главног фаворита у плеј-офу.
Ута = утакмице, Поб = победе, Изг = изгубљене, П% = проценат победа, ЗЛП = Заостајање за лидером у победама
| Источна дивизија |                     |     |     |     |      |     |
| #                | Екипа               | Ута | Поб | Изг | П%   | ЗЛП |
| 1                | Кентаки колонелси   | 84  | 68  | 16  | 81,0 | -   |
| 2                | Вирџинија сквајерси | 84  | 45  | 39  | 53,6 | 23  |
| 3                | Њујорк нетси        | 84  | 44  | 40  | 52,4 | 24  |
| 4                | Флоридијанси        | 84  | 36  | 48  | 42,9 | 32  |
| 5                | Каролина кугарси    | 84  | 35  | 49  | 41,7 | 33  |
| 6                | Питсбург кондорси   | 84  | 25  | 59  | 29,8 | 43  |

| Западна дивизија |                   |     |     |     |      |     |
| #                | Екипа             | Ута | Поб | Изг | П%   | ЗЛП |
| 1                | Јута старси       | 84  | 60  | 24  | 71,4 | -   |
| 2                | Индијана пејсерси | 84  | 47  | 37  | 56,0 | 13  |
| 3                | Далас чапаралси   | 84  | 42  | 42  | 50,0 | 18  |
| 4                | Денвер рокетси    | 84  | 34  | 50  | 40,5 | 26  |
| 5                | Мемфис прос       | 84  | 26  | 58  | 31,0 | 34  |

## Статистички лидери сезоне

### Основни показатељи
| Индикатор   | Играч        | Тим               | Укупно | Играч        | Тим                 | По мечу |
| ----------- | ------------ | ----------------- | ------ | ------------ | ------------------- | ------- |
| Поени       | Ден Ајсел    | Кентаки колонелси | 2538   | Чарли Скот   | Вирџинија сквајерси | 34,6    |
| Скокови     | Артис Гилмор | Кентаки колонелси | 1491   | Артис Гилмор | Кентаки колонелси   | 17,8    |
| Асистенција | Бил Мелкиони | Њујорк нетси      | 669    | Бил Мелкиони | Њујорк нетси        | 8,4     |

## Награде и признања
- Награда АБА за најкориснијег играча: Артис Гилмор, Кентаки колонелси
- Новајлија године: Артис Гилмор, Кентаки колонелси
- Тренер године: Том Нисалке, Далас чапаралси
- МВП плеј-офа: Фреди Луис, Индијана пејсерси
- МВП утакмице свих звезда: Ден Ајсел, Кентаки колонелси

| - Ол-АБА први тим - Ден Ајсел, Кентаки колонелси - Рик Бари, Њујорк нетси (4. пут изабран) - Артис Гилмор, Кентаки колонелси - Дони Фриман, Далас чапаралси - Бил Мелкиони, Њујорк нетси | - Ол-АБА други тим - Вили Вајс, Јута старси - Џулијус Ирвинг, Вирџинија сквајерси - Зелмо Бити, Јута старси (2. пут изабран) - Ралф Симпсон, Денвер рокетси - Чарли Скот, Вирџинија сквајерси | - Ол-АБА руки тим - Џулијус Ирвинг, Вирџинија сквајерси - Артис Гилмор, Кентаки колонелси - Џорџ Мекгинис, Индијана пејсерси - Џони Нојман, Мемфис прос - Џон Рош, Њујорк нетси |